# Сато, Наотакэ
Наотакэ Сато (Танака) (яп. 松岡洋右; 30 октября 1882 — 18 декабря 1971) — японский дипломат и политический деятель. В период до Второй мировой войны был на дипломатической работе во многих европейских государствах, а также на протяжении четырёх лет представлял Японию в Лиге наций. В 1937 году в течение трёх месяцев был министром иностранных дел Японии. С марта 1942 года и до вступления СССР в войну против Японии был послом в Советском Союзе. После завершения войны трижды избирался в верхнюю палату японского парламента — Палату советников Императора. С 1949 по 1953 год был председателем Палаты советников Императора.

## Биография
Наотакэ Танака родился в 1882 году в префектуре Осака в семье Конроку Танака. Семья относилась к самурайскому роду Цугару. Его отец Танака-старший был высокопоставленным чиновником в полиции. В 1903 году Наотакэ Танака был усыновлен семьей Ёсимаро Сато, давнего друга семьи Танака. Поскольку в семье Сато не было наследника по мужской линии, Наотакэ Танака по настоянию родного отца принял новую фамилию, а в январе 1906 года женился на дочери Ёсимаро Сато — Фуми.
В 1904 году Наотакэ Сато окончил Токийскую высшую школу коммерции (ныне Университет Хитоцубаси) и планировал заняться бизнесом. Однако по совету названного отца, который всю жизнь проработал в Министерстве иностранных дел, сдал экзамены на дипломатическую службу.

### Карьера дипломата
- 1906—1914 годы — на дипломатической работе в посольстве Японии в России в Санкт-Петербурге
- с 1914 года — на консульской работе в Харбине, с июня 1917 года — генеральный консул в Харбине
- 1919—1921 годы — первый секретарь посольства в Швейцарии
- 1921—1923 годы — на дипломатической работе в Париже
- 1923—1927 годы — посланник в Польше
- лето 1925 года — организатор открытия посольства Японии в Москве
- январь 1927 года — декабрь 1930 года — представитель Японии в Лиге наций, участник Лондонской конференции по ограничению морских вооружений
- 1930—1933 годы — посол в Бельгии, участник Женевской конференции по разоружению
- 1933—1937 годы — посол во Франции
- 3 марта 1937 года — 4 июня 1937 года — министр иностранных дел Японии
- с июня 1937 года — советник по дипломатическим вопросам, летом 1940 г. — спецпредставитель Японии в Италии и Германии
- март 1942 года — август 1945 года — посол в Советском Союзе
- август 1945 года — май 1946 года — интернирован в СССР
- с 1946 года — руководитель института по подготовке дипломатических служащих[1].

#### На посту Генерального консула в Харбине

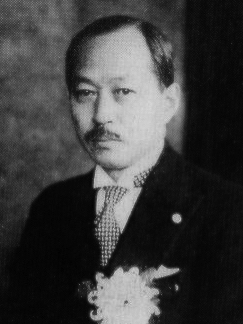
Наотакэ Сато

К моменту Октябрьской революции Харбин был административным центром КВЖД. В городе проживало около 40 тысяч. русских (40 % от общего населения). Отношение Н. Сато к процессам, протекавшим на территории бывшей Российской Империи менялось в процессе развития ситуации. На первых порах японцы опасались распространения революции на Дальний Восток. Также они рассматривали вероятность того, что Германия воспользуется ситуацией, захватит богатства Сибири и не допустит к ним Японию. Поэтому Н. Сато неоднократно настаивал на скорейшей интервенции Японии на Дальнем Востоке. К тому времени как японское правительство приняло решение об отправке войск, Н. Сато считал вооруженное вмешательство уже запоздалым и бесполезным.
Одновременно Н. Сато занимался поиском кандидата, способного организовать антиреволюционное народное движение. С этой целью он встречался и вел переговоры с генералом В. Н. Доманевским, атаманом Г. М. Семёновым и управляющим КВЖД генералом Д. Л. Хорватом. В ноябре 1918 года, после того как А. В. Колчак стал Верховным Правителем Российского государства, Н. Сато было предписано отправиться в Омск, где он провёл почти 4 месяца. По воспоминаниям дипломата, Колчак в основном полагался на помощь со стороны Великобритании, США и Франции, и у дипломата создалось впечатление, что японская помощь ему не особенно была нужна. По возвращении в Харбин Н. Сато отправил телеграмму министру иностранных дел К. Утида, в которой высказывался за проведение в Сибири активной политики, выгодной и России, и союзникам. Он предлагал по возможности отказаться от использования военной силы и сосредоточиться на экономических мерах по восстановлению России. Н. Сато настаивал на необходимости поддерживать единство России, выступая против территориальных амбиций некоторых своих соотечественников.

#### Участие в работе Лиги наций
Н. Сато представлял Японию в Лиге наций с января 1927 года по декабрь 1930 года. Он продолжал участвовать в работе Лиги наций и после назначения послом в Бельгии в декабре 1930 года. Н. Сато принимал участие в важнейших международных мероприятиях того времени, таких как Женевская морская конференция, Лондонская конференция по ограничению морских вооружений и др.
Интервенция Японии в Маньчжурии и образование Маньчжоу-го в марте 1932 года привели к разрыву Японии с Лигой наций. В 1933 году Н. Сато был в составе возглавляемой Ё. Мацуока делегации, когда в Лиге наций обсуждался доклад комиссии Литтона, признавший образование Маньчжоу-го нарушением Договора девяти держав. Следуя инструкциям из Токио, Ё. Мацуока объявил о выходе Японии из этой организации. Н. Сато и сам Ё. Мацуока восприняли невозможность отстоять свою позицию по Маньчжоу-го и выход из Лиги наций как дипломатический провал. Н. Сато не ставил под сомнение правомерность японских интересов в Маньчжоу-го, однако выход Японии из Лиги наций считал достойным сожаления событием, не только усугубившим её международную изоляцию, но и повлиявшим на дальнейшую судьбу самой организации.

#### На посту министра иностранных дел
В январе 1937 года, в результате политического кризиса, ушло в отставку правительство К. Хирота. Новый кабинет было поручено сформировать С. Хаяси. Возглавить Министерство иностранных дел было предложено Н. Сато. Он согласился на этот пост при условии, что ему позволят продвигать свои политические взгляды. Основные идеи Н. Сато заключались в том, что Японии следует выступать с позиций пацифизма и международного сотрудничества; стремиться разрешить конфликт с Китаем путём переговоров; поддерживать дружеские отношения с СССР, а также улучшать отношения с Великобританией. Главный вектор развития японской внешней политики Н. Сато видел в участии в открытой экономической международной системе, в рамках которой страна могла бы развивать индустриализацию и экспортную торговлю. Этим он отличался от тех, кто выступал за самодостаточность во внешней политике и поддерживал курс на военную экспансию. Прогрессивные взгляды Н. Сато приветствовались в англосаксонском мире, где их даже именовали «новым курсом» («new deal») японской дипломатии. Развитию отношений с СССР, по мнению Н. Сато, препятствовала деятельность Коминтерна. В то же время в Москве считали, что отношения между странами не улучшатся, пока Япония не выйдет из Антикоминтерновского пакта. Падение кабинета С. Хаяси в мае 1937 года не позволило Н. Сато в полной мере реализовать свою внешнеполитическую программу, а его начинания вскоре были свёрнуты. Покинув пост министра иностранных дел, Н. Сато продолжил работать в качестве советника по дипломатическим вопросам.

#### Посол в СССР
В январе 1942 года на координационном совещании ставки и правительства Японии была поставлена задача поддержания нормальных отношений с СССР и предотвращения укрепления отношений между СССР с одной стороны и Англией и США — с другой. Для выполнения этой задачи в марте 1942 года в СССР был направлен послом Н. Сато. Назначение Н. Сато, выступавшего за сохранение Пакта о нейтралитете, свидетельствовало о преобладании в японских правящих кругах умеренных взглядов в отношении СССР. Оно представляло собой компромисс между теми, кто не верил в победу Германии и выступал за посредничество в мирном урегулировании между Москвой и Берлином, и военными, рассчитывающими на победу Гитлера, которая позволила бы Японии захватить восточные районы СССР. Н. Сато считал, что Япония должна быть предельно осторожна, не нападать на СССР или не делать ничего, что поставит под угрозу отношения с Москвой. Ему была дана инструкция: добиваться строгого соблюдения СССР Пакта о нейтралитете, ограничиваясь повседневной текущей работой.
На первом этапе своей деятельности Н. Сато, руководствуясь инструкциями из Токио, пытался подготовить почву для заключения советско-германского мира. В декабре 1942 года, после поражения Японии в сражении у атолла Мидуэй, а Германии в Сталинградской битве, Н. Сато направил в Токио послание о необходимости принятия мер, направленных на улучшение отношений с Советским Союзом. В частности посол полагал, что Японии следует вернуть нефтяные и угольные концессии на Северном Сахалине в качестве мирного жеста и компромисса для улучшения межгосударственных отношений. Японское руководство, под давлением Советского Союза и на фоне ухудшающегося военного положения стран «оси» в июле 1943 года согласилось на проведение переговоров о ликвидации концессий. Переговоры, которые с японской стороны вёл Н. Сато, длились около 8 месяцев и завершились 30 марта 1944 года подписанием протокола о ликвидации угольной и нефтяной концессий. Ликвидация концессий была увязана с подписанием документа об оставлении в силе на пять лет советско-японской конвенции 1928 года, в соответствии с которой за японской стороной сохранялось право на беспошлинный лов рыбы и крабов на ряде участков советских территориальных вод. В апреле 1944 года министр иностранных дел Японии М. Сигэмицу передал через Н. Сато пожелание направить в СССР спецмиссию для обсуждения путей улучшения двусторонних отношений, в том числе заключения торгового договора и решения пограничных вопросов. Однако эти предложения были отклонены В. М. Молотовым, так как подобная миссия вызвала бы подозрения США и Великобритании.
К началу 1945 года внешнеполитическое и военное положение Японии ухудшилось настолько, что правящие круги страны начали искать пути к началу переговоров о заключения мира с США и Великобританией. Советский Союз рассматривался как возможный посредник на таких переговорах. 14 мая 1945 года Высший совет по руководству войной поручил МИД осуществить ряд дипломатических шагов с целью: 1) предотвратить вступление Советского Союза в войну против Японии; 2) добиться благожелательного отношения СССР к Японии; 3) добиться мира с Великобританией и США при посредничестве СССР. Однако Н. Сато скептически относился к такого рода перспективам. Он считал, что в условиях, когда сама Япония не демонстрирует твердой решимости прекратить войну, будет невозможным убедить Советский Союз выступить на стороне Японии. «Сегодня, когда вражеские авиарейды участились и усилились, есть ли смысл демонстрировать оставшиеся силы к сопротивлению или приносить в жертву сотни или тысячи солдат и миллионы невинных жителей…» — писал он министру иностранных дел С. Того. 13 июля Н. Сато, следуя инструкции из Токио, передал В. Молотову намерение императора прекратить войну и направить в Москву князя Ф. Коноэ. В телеграммах на родину посол писал, что у Японии нет выбора, кроме как «принять безусловную капитуляцию или что-то близкое к этому». 20 июля 1945 года Н. Сато отправил в Токио телеграмму, в которой высказал взгляды на судьбу своей страны. Он писал: «Поскольку реальных шансов на успех больше не осталось, я полагаю, что долг государственных деятелей состоит в спасении нации, скорейшем принятии решения сложить оружие… Неизбежно то, что народ будет вынужден долгое время находиться под тяжёлым гнетом со стороны противника, зато нация продолжит существование, и через несколько десятилетий мы сможем восстановить наше былое процветание».
26 июля 1945 года была опубликована Потсдамская декларация США, Великобритании и Китая, призывавшая Японию к немедленной безоговорочной капитуляции. 6 августа США подвергли атомной бомбардировке японский город Хиросима. 8 августа В. Молотов объявил Н. Сато о присоединении к Потсдамской декларации и о том, что с 9 августа Советский Союз будет считать себя в состоянии войны с Японией. После объявления войны Н. Сато и другие сотрудники посольства Японии были интернированы на территории СССР. Вернуться на родину Н. Сато смог только 30 мая 1946 года. По возвращении бывший посол посетил императора с докладом о своём пребывании в СССР.

### Политическая карьера
- 1946—1947 годы — член Тайного совета
- 1947—1965 годы — член Палаты советников Императора Японии, глава комиссии по международным делам
- 1949—1953 годы — Председатель Палаты Советников Императора Японии[1]

#### Послевоенный период

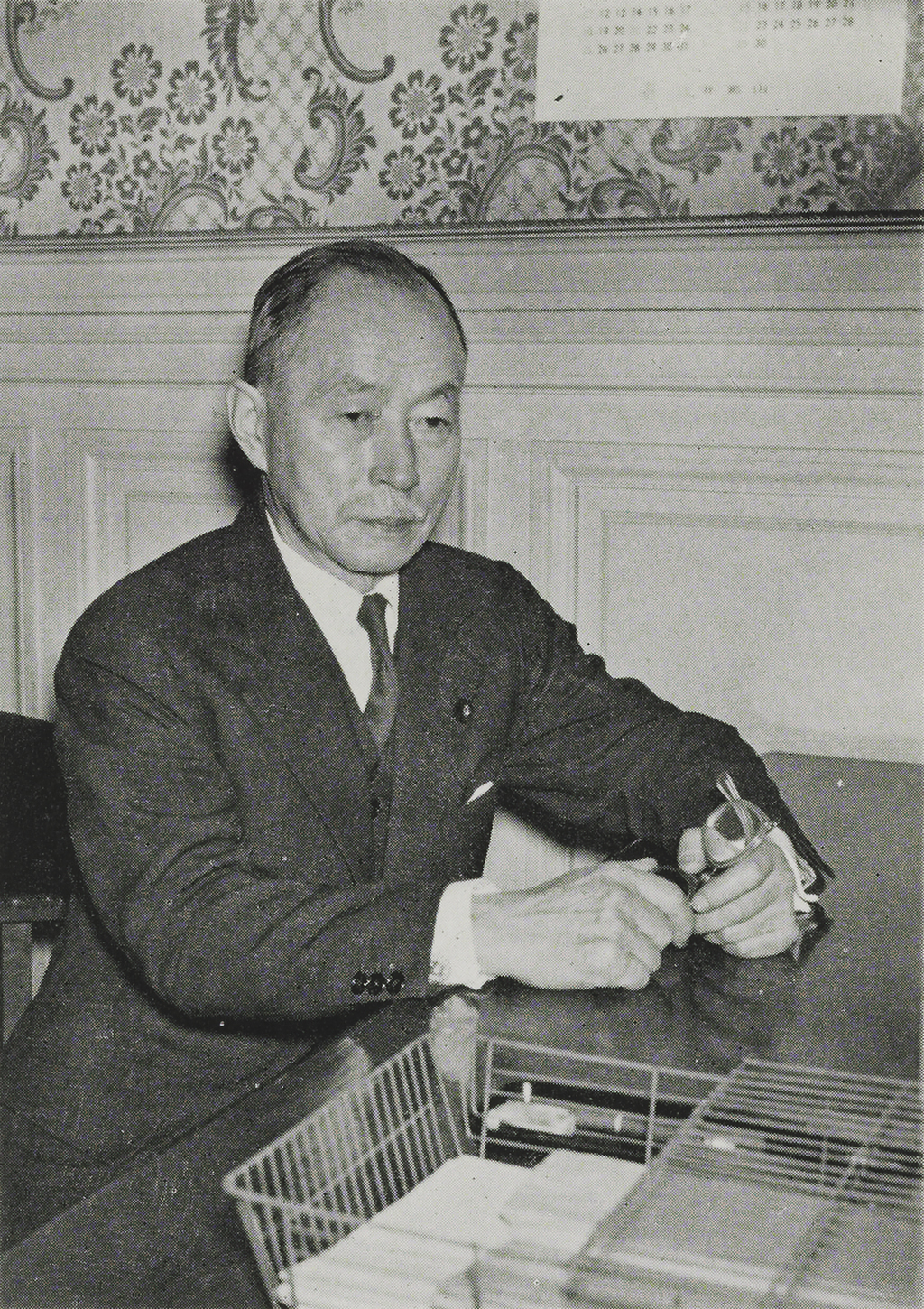
Наотакэ Сато, 1956 год

После завершения дипломатической карьеры Н. Сато не перестал участвовать в политической жизни. В то время как многие чиновники высокого ранга были отстранены от участия в политике, он стал одним из немногих высокопоставленных ветеранов МИД, признанных Генеральным штабом оккупационных войск не причастными к преступлениям милитаризма. К тому же знание иностранных языков и традиций стран Запада создавало благоприятные условия для его дальнейшей карьеры. Вскоре Н. Сато получил предложение возглавить Институт подготовки дипломатических служащих, созданный для подготовки нового поколения дипломатов к тому времени, когда Япония вновь получит независимость и восстановит отношения с миром. Также он согласился занять место в Тайном совете.
В послевоенные годы, в процессе демократических реформ, в Японии происходила перестройка институтов власти. Н. Сато решил принять участие в первой послевоенной предвыборной кампании в новый парламент, выдвинув свою кандидатуру в Палату советников Императора от префектуры Аомори, родины своих предков. Позже Н. Сато стал председателем независимой внепартийной ассоциации «Рёкуфукай» (Общество зелёного ветра). В первые годы своего существования «Рёкуфукай» быстро разрослась (в 1950 году в неё входили 97 человек) и достигла ощутимого влияния в Палате советников Императора, однако после объединения консервативных сил в 1955 году её влияние стало уменьшаться.
В верхней палате парламента Н. Сато возглавлял Комиссию по международным делам. В 1949 году он был избран председателем Палаты советников Императора. В этой должности он пробыл до 1953 года.
В Палату советников Императора он избирался три раза и проработал в ней в общей сложности 18 лет.

### Последние годы жизни
После выхода в отставку в 1965 году Н. Сато, несмотря на преклонный возраст, продолжал пользоваться вниманием общественности. Его вклад в дело поддержания международного мира был оценён в октябре 1970 года, когда ему была вручена Премия Мира Кадзима. Вышедший в следующем месяце номер журнала «Кокусай дзихё» («Международные вопросы») был посвящён деятельности этого дипломата и политика.
Н. Сато скончался от сердечной недостаточности 18 декабря 1971 года в возрасте 89 лет. Среди тех, кто пришёл в его дом выразить соболезнования семье, был представитель императорского двора.